# Massacre de Sacaba
O massacre de Sacaba de 2019 ocorreu quando soldados e policiais bolivianos atacaram e dispersaram um protesto liderado por produtores de coca bolivianos em Huayllani, no município de Sacaba, no Departamento de Cochabamba, em 15 de novembro de 2019. O incidente ocorreu na primeira semana da presidência interina de Jeanine Áñez. Os manifestantes pretendiam entrar na cidade de Sacaba e seguir para a capital do departamento de Cochabamba para protestar contra a destituição do presidente boliviano Evo Morales, mas foram impedidos pela polícia e pelos militares. Durante a tarde, a polícia e os soldados entraram em confronto com os manifestantes e, por fim, os soldados abriram fogo contra a multidão. Onze manifestantes foram mortos e 98 pessoas ficaram feridas, incluindo quatro jornalistas e oito membros das forças de segurança. Duzentos e vinte e três manifestantes foram presos, muitos dos quais sofreram maus-tratos e pelo menos nove foram torturados.
Após a morte de outros dez manifestantes e transeuntes em Senkata, em 19 de novembro de 2019, o movimento pró-Morales iniciou negociações com o governo de Áñez. A Comissão Interamericana de Direitos Humanos denunciou os eventos de Sacaba como um massacre em dezembro de 2019, e o Grupo Interdisciplinar de Peritos Independentes nomeado pela CIDH ratificou essa descrição em seu relatório de 2021 sobre violações dos direitos humanos durante a crise. O massacre também foi investigado e condenado pela Clínica Internacional de Direitos Humanos da Faculdade de Direito de Harvard e pela Rede Universitária para os Direitos Humanos. O ex-coronel do Exército Franz Vargas foi preso em julho de 2021 por sua suposta responsabilidade pelo massacre.

## Antecedentes
A Bolívia entrou em crise política após as eleições gerais bolivianas de 2019. Manifestantes da oposição denunciaram a candidatura do presidente Evo Morales, que concorria a um quarto mandato, e alegaram que ele estava se beneficiando de fraude eleitoral. Após um motim policial, as conclusões iniciais de uma auditoria da OEA sobre as eleições e a pressão pública do comandante das Forças Armadas, Morales renunciou em 10 de novembro de 2019. Seus apoiadores, incluindo a base de produtores de coca de Morales na região de Chapare, no departamento de Cochabamba, imediatamente iniciaram protestos denunciando sua destituição como um golpe militar. Jeanine Áñez tomou posse como presidente interina em 12 de novembro.
Após o motim policial generalizado antes da tomada do poder pelo governo Áñez, o coronel Jaime Edwin Zurita Trujillo tornou-se comandante departamental de Cochabamba em 8 de novembro. Ao assumir o comando, Zurita apoiou publicamente uma gangue de motociclistas de direita e pediu que eles se mobilizassem contra os ataques pró-MAS, incluindo a formação de barricadas. Enquanto Zurita estava no comando, a polícia e os militares atuaram em conjunto, seguindo uma operação chamada Plano Sebastián Pagador. Em 11 de novembro, as forças de segurança atiraram e mataram Miguel Ledezma Gonzáles. O Grupo Interdisciplinar de Especialistas Independentes (GIEI) concluiu que, entre 12 e 14 de novembro, as forças de segurança agiram com força desnecessária e arbitrária. Zurita ameaçou “caçar” todos aqueles que tentassem passar.
Nesse contexto, manifestantes do Chapare e de outras áreas rurais do departamento começaram a se reunir em Sacaba no dia 14 de novembro. A polícia começou a impedir as pessoas de entrar em Chapare na manhã de 14 de novembro. No entanto, civis continuaram chegando à área como parte de uma marcha em protesto contra a contínua agressão do Estado. A marcha foi organizada principalmente pelas Seis Federações do Trópico de Cochabamba. Em 15 de novembro, como parte dessa marcha da região de Chapare até La Paz, milhares de manifestantes indígenas e cocaleros passaram por Sacaba. Os manifestantes relataram que estavam marchando em oposição aos abusos do novo governo, incluindo ataques contra mulheres indígenas. Os manifestantes receberam instruções para não recorrerem à violência. A polícia montou um cordão de segurança na ponte Huayllani, no quilômetro 10 da rodovia Cochabamba. A área foi militarizada com policiais e pelo menos um tanque, um helicóptero e um pequeno avião.
Em 14 de novembro de 2019, em meio a protestos contínuos, violência e escassez em várias cidades importantes, Áñez e seu gabinete assinaram o Decreto Supremo 4078 em 15 de dezembro para recrutar a polícia e o exército para pacificar o país. O artigo 3º do decreto diz: “O pessoal das Forças Armadas que participar de operações para restaurar a ordem interna e a estabilidade pública estará isento de responsabilidade criminal quando, no cumprimento de suas funções constitucionais, agir em legítima defesa ou em estado de necessidade, observando os princípios da legalidade, da necessidade absoluta e da proporcionalidade”. O decreto foi criticado por vários grupos de direitos humanos, incluindo a Comissão Interamericana de Direitos Humanos, a Anistia Internacional, a Human Rights Watch e a Comissão de Direitos Humanos da ONU, que pediram sua revogação imediata. A Anistia Internacional descreveu isso como uma “carta branca” para violações dos direitos humanos.

## Eventos

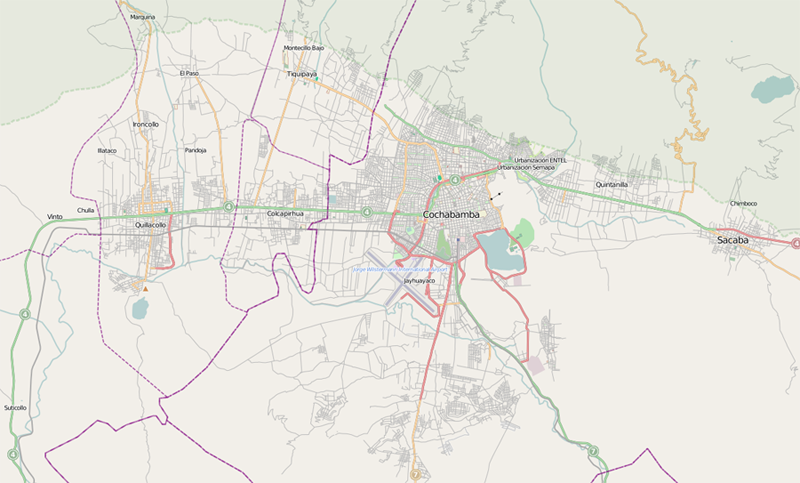
Mapa mostrando a localização da região de Cochabamba. Sacaba fica a leste da cidade de Cochabamba.

Em 15 de novembro, os manifestantes começaram a marchar durante o dia, aproximando-se da ponte Huayllani. De acordo com a investigação preliminar da OEA, o grupo foi inicialmente recebido com instruções verbais de que a Defensoría del Pueblo (Procuradoria do Povo da Bolívia) estava a caminho para intervir. De acordo com o relatório da IHRC, entre 15h e 15h30, os manifestantes perguntaram à polícia se podiam atravessar a ponte. O comandante da polícia, coronel Jaime Zurita, disse que eles deveriam esperar 30 minutos e tirar suas máscaras de gás, baixar suas wiphalas (bandeiras indígenas) e enviar as mulheres para a frente. Os manifestantes começaram a marchar após 20 a 30 minutos, depois de atenderem às exigências de baixar seus pertences. Cerca de 30 minutos a uma hora depois, sem aviso prévio, a polícia começou a lançar gás lacrimogêneo contra os manifestantes. Muitos manifestantes começaram a fugir do gás, mães com bebês nas costas estavam sufocando, asfixiando e gritando por socorro.
Muitos, incluindo crianças e idosos, tentaram refugiar-se em casas e edifícios próximos. Aqueles que não se dispersaram pegaram pedras e pneus de borracha para criar uma barreira e impedir o avanço da polícia. Cerca de 30 minutos após disparar o gás lacrimogêneo, a polícia começou a disparar balas de borracha e munição real contra os manifestantes. Os manifestantes relataram ter sido alvejados por pelo menos duas horas, mesmo quando tentavam fugir e procurar abrigo e/ou ajudar outros manifestantes que haviam sido atingidos. Os relatos indicam que o primeiro tiro foi disparado por volta das 16h30 e o último por volta das 18h30. A polícia perseguiu e espancou manifestantes que procuraram refúgio em prédios vizinhos e aqueles que prestavam socorro aos feridos. Os hospitais ficaram sobrecarregados com o número de pessoas que precisavam de atendimento médico. Alguns policiais impediram os feridos de procurarem atendimento médico, atirando naqueles que estavam ajudando os feridos. Além disso, muitas vítimas tiveram o acesso aos cuidados hospitalares negado, foram repreendidas por profissionais da área médica ou tiveram que esperar horas para receber tratamento. Os manifestantes utilizaram seus veículos particulares para levar os feridos aos hospitais próximos, pois não havia ambulâncias suficientes.
As vítimas incluíram:
1. César Sipe Mérida, 18 anos
2. Omar Calle Siles, 26 anos
3. Plácido Rojas Delgadillo, 18 anos
4. Emilio Colque, 21 anos
5. Armando Carballo Escobar, 25 anos
6. Juan López Apaza, 34 anos
7. Lucas Sánchez Valência, 43 anos
8. Júlio Pinto, 51 anos
9. Marco Vargas Martínez, idade desconhecida
10. Roger Gonzales, idade desconhecida.
11. Roberto Sejas Escobar, 28 anos[14]

A polícia e o governo inicialmente negaram responsabilidade pelos eventos do dia, informando que 201 pessoas estavam envolvidas em “atos violentos” e 10 homens haviam sido presos. As autoridades estaduais afirmaram que a polícia não havia aberto fogo, mas que os manifestantes haviam atirado uns nos outros. O governo interino informou que os manifestantes atiraram uns nos outros pelas costas.
No entanto, um ex-soldado do exército boliviano relatou ao CIDH que os soldados trazem suas próprias armas. Além disso, balas fornecidas pelo governo também foram encontradas nos feridos e mortos. Nenhuma força estatal foi baleada. Por fim, balas calibre 7,62 mm FAL foram encontradas no local do massacre, o mesmo tipo de balas usadas pelas forças estatais.

## Consequências

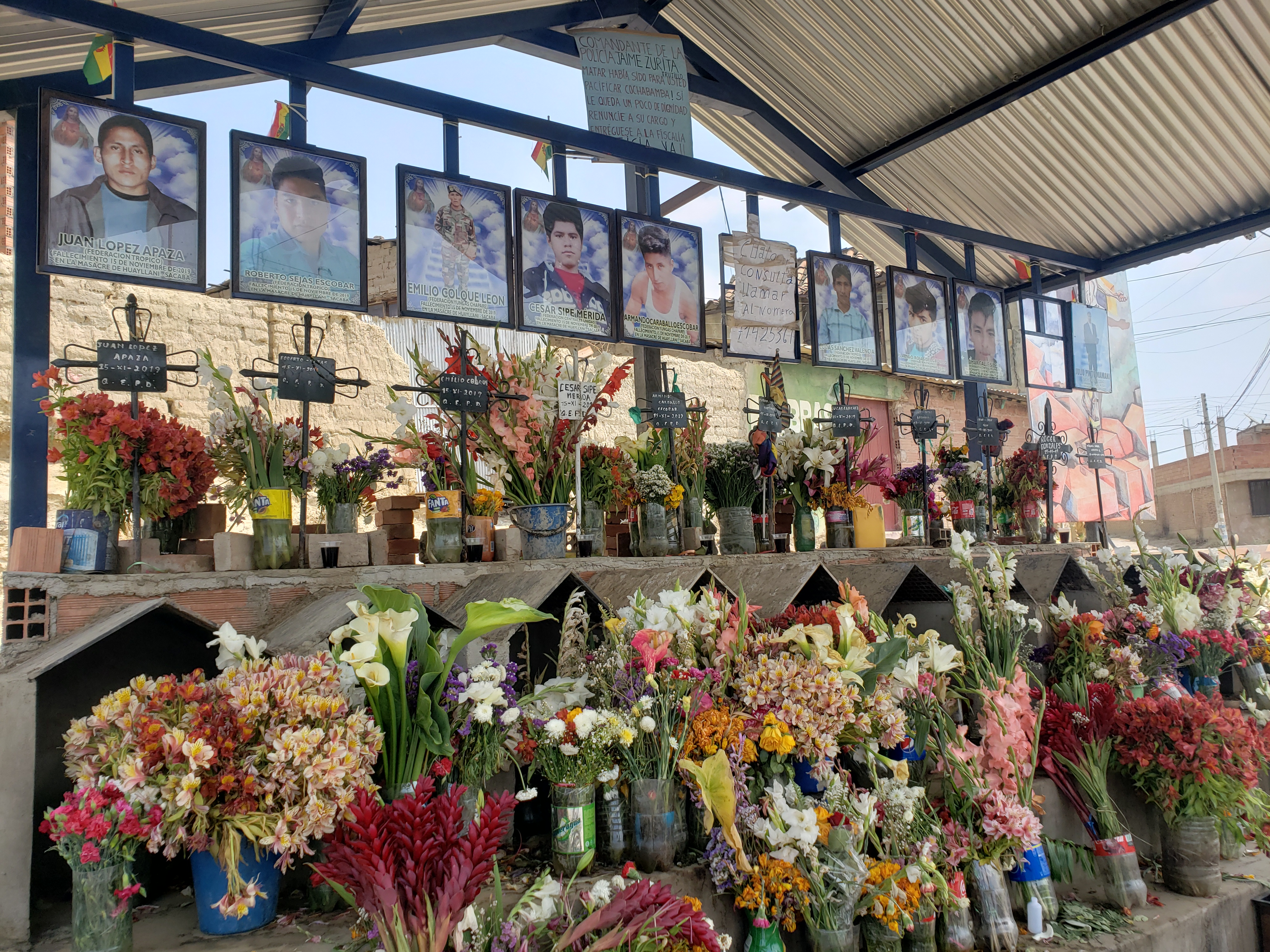
Memorial criado para as vítimas do massacre de Sacaba.

Após o massacre, em 16 de novembro, os promotores públicos de Cochabamba abriram quatro inquéritos. Um por homicídio, um por lesões graves e dois inquéritos criminais dirigidos aos manifestantes. As investigações contra os manifestantes foram encerradas pouco tempo depois, em 5 de fevereiro de 2020, por falta de provas. Os dois casos restantes foram reunidos em um único, com foco na violência do massacre, liderado pelo promotor Richard Villaca. No entanto, testemunhas relataram que as forças do Estado destruíram provas do massacre, recolhendo cápsulas de balas, impedindo o acesso às autópsias ou fornecendo informações incompletas. Também houve intimidação significativa de testemunhas.
Em 28 de novembro, Jeanine Áñez revogou o Decreto Supremo 4078, após o registro de um segundo massacre no distrito de Senkata, em El Alto, no qual outras nove pessoas foram mortas e várias ficaram feridas.
Em 7 de dezembro de 2019, o governo ofereceu uma indenização de 50.000 bolivianos (US$ 7.500) às famílias das vítimas, com uma cláusula que determinava que elas deveriam renunciar ao direito de entrar com ações judiciais internacionais sobre o assunto. As famílias rejeitaram a oferta e a ativista de direitos humanos Ruth Llanos considerou isso uma tentativa de “silenciar as reclamações das famílias das vítimas”. Após o relatório preliminar da CIDH e as negociações em andamento, o acordo proposto foi alterado para remover a cláusula que impedia reclamações internacionais, e a indenização oferecida foi aumentada para 100.000 bolivianos (US$ 15.000) para as famílias das vítimas fatais e de 12.500 para 50.000 bolivianos para os feridos, dependendo da gravidade dos ferimentos. A pedido das famílias, o valor será concedido em forma de ajuda humanitária (incluindo 12 meses de alimentos) em vez de um pagamento único. Um acordo final ainda não foi alcançado, pois há uma desconfiança geral de que o governo cumprirá suas promessas.
Em 11 de junho de 2020, uma décima vítima — Julio Pinto Mamani — morreu devido aos ferimentos sofridos no massacre de Sacaba. O Ouvidor de Justiça dos Direitos Humanos da Bolívia afirmou que a vítima “não recebeu qualquer assistência e morreu completamente abandonada pelo Estado” e exigiu o cumprimento, em particular, das partes do Decreto Supremo 4100 que determinavam a cobertura financeira dos cuidados médicos às vítimas. Eles também denunciaram que, após sete meses, ainda não havia avanços na investigação do massacre, afirmando que “sete meses após o ocorrido, as vítimas ainda aguardam justiça pelo que aconteceu e a indenização prometida pelo Estado”.
Em 15 de novembro de 2020, foi realizada uma marcha em Sacaba em memória das vítimas do massacre.

## Investigações
A pedido do governo, a CIDH investigou as mortes e os ferimentos causados durante esse período de violência, publicando no dia 10 de dezembro suas observações preliminares, baseadas em depoimentos de testemunhas oculares. Ela escreveu: “é apropriado descrever esses eventos como massacres, dado o número de pessoas que perderam a vida da mesma forma, no mesmo momento e local, e porque os atos em questão foram cometidos contra um grupo específico de pessoas. Além disso, os padrões de ferimentos registrados apontam fortemente para práticas de execuções extrajudiciais”. O relatório “lembrou ao Estado boliviano que a força letal não pode ser usada apenas para manter ou restaurar a ordem pública” e instou que os responsáveis fossem processados, investigados e punidos.
Em março de 2020, a Assembleia Plurinacional convocou uma comissão multipartidária composta por membros do MAS, PDC e UD para investigar as mortes nos dois locais. Suas conclusões foram adiadas até 20 de agosto e posteriormente adiadas novamente até 27 de setembro. Em 29 de outubro de 2020, em sua última sessão legal, a Câmara dos Deputados e o Senado, reunidos em sessão conjunta, aprovaram um relatório final sobre os “massacres de Senkata [e] Sacaba”. O relatório sugeriu que Áñez fosse processada por genocídio e apoiou acusações criminais contra 11 de seus ministros.

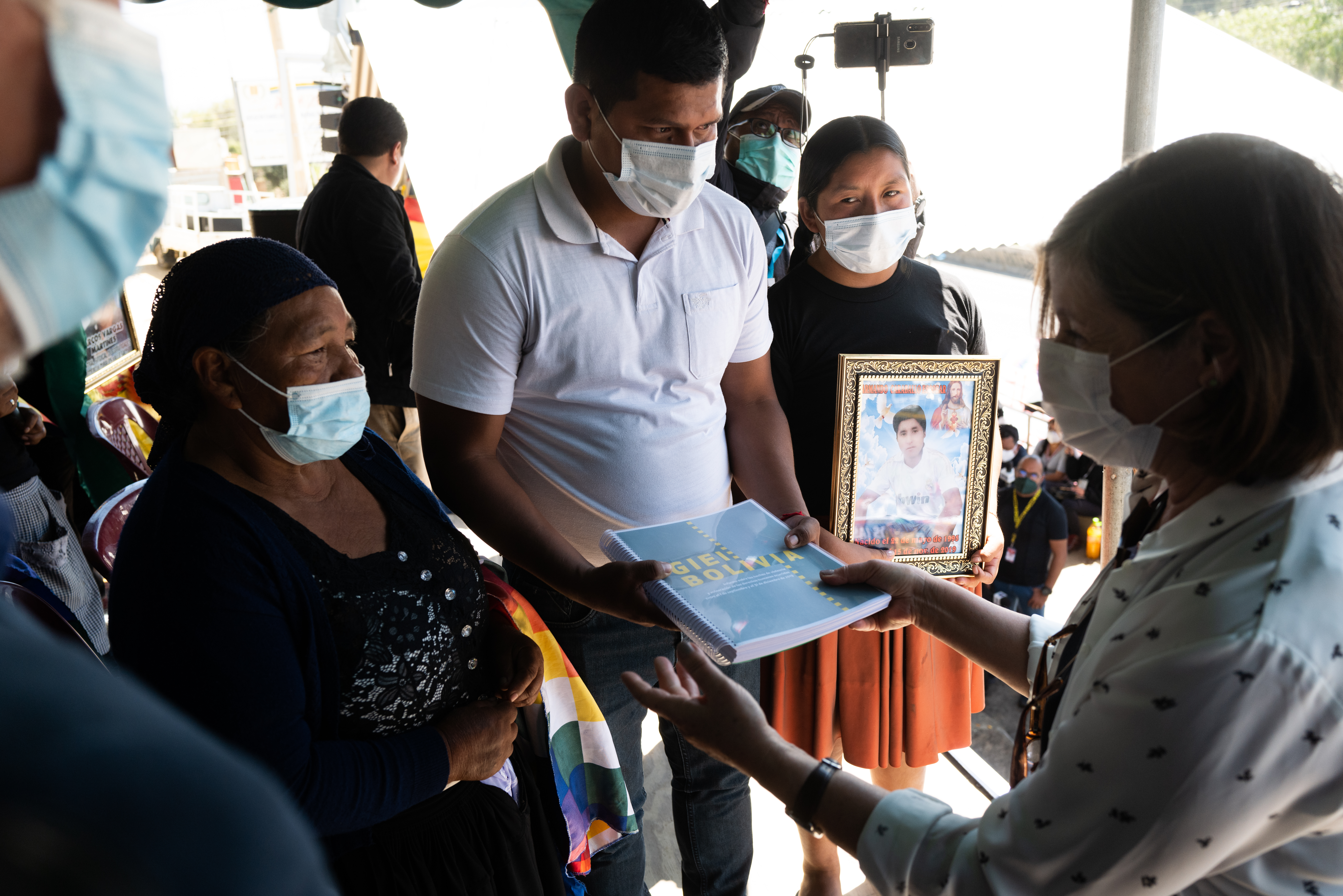
Uma cópia do relatório investigativo do Grupo Interdisciplinar de Peritos Independentes é oferecida às vítimas e sobreviventes do massacre de Sacaba

O GIEI apresentou seu relatório sobre as violações dos direitos humanos durante a crise de 2019 às comunidades afetadas em vários pontos do país, incluindo na ponte Huayllani, em 19 de agosto de 2019. A investigação confirmou a morte de 10 vítimas (todas, exceto Roger Gonzales, que morreu em novembro e cujos detalhes não estavam disponíveis) e qualificou os eventos como um massacre. Foi confirmado que pelo menos 98 pessoas ficaram feridas e 223 foram detidas pela polícia. Os investigadores não encontraram provas que corroborassem a alegação do governo Áñez de que houve um tiroteio: “Não se pode afirmar que houve um confronto armado entre manifestantes e policiais ou soldados”. Em vez disso, o GIEI descobriu que a polícia e os militares iniciaram o ataque, começando por lançar gás contra a multidão e, em seguida, avançando em direção à multidão, disparando contra ela e continuando a disparar enquanto a multidão recuava. Concluiu-se também que muitos dos detidos após o massacre foram maltratados e pelo menos nove foram torturados.

## Investigações criminais
O Ministério Público do Departamento abriu uma investigação sobre os eventos do dia 16 de novembro de 2019, mas o caso permaneceu em fase de investigação durante o restante do governo de Jeanine Áñez.
Uma série de indiciamentos foram emitidos a partir de novembro de 2020:
- Em 25 de novembro de 2020, o general Alfredo Cuéllar Mercado, ex-chefe do Comando de Operações Estratégicas, foi indiciado por homicídio e tentativa de homicídio por ter elaborado o Plano de Operações para aquele dia e por supostamente ter liderado as forças militares na ponte de Huayllani. Ele nega ter comandado tropas no local.[37] Cuéllar foi colocado sob prisão domiciliar.[38]
- Em 18 de fevereiro de 2021, o ex-comandante da polícia departamental Jaime Edwin Zurita Trujillo foi indiciado por homicídio e tentativa de homicídio.[37]
- Em 25 de fevereiro de 2021, os promotores indiciaram o então ministro do Governo, Arturo Murillo Prijic; o ministro da Defesa, Luis Fernando López; Sergio Carlos Orellana Centellas, comandante geral das Forças Armadas; e Rodolfo Antonio Montero Torricos, comandante da Polícia Nacional. Apenas Montero Torricos foi detido.[37]
- Em 28 de janeiro de 2022, o soldado da Força Aérea Oscar Armando Caba foi preso por participação no massacre.[39]
- Em 9 de novembro de 2023, o Tribunal de Sacaba responsável pelo caso declarou não ter competência para julgar Áñez. Também declarou que a ex-presidente deveria ser destituída do cargo.[40]